# Sanxay
För andra betydelser, se Sanxay (olika betydelser).
Sanxay är en kommun i departementet Vienne i regionen Nouvelle-Aquitaine i västra Frankrike. Kommunen ligger i kantonen Lusignan som tillhör arrondissementet Poitiers. År 2022 hade Sanxay 548 invånare.

## Befolkningsutveckling
Antalet invånare i kommunen Sanxay
| Referens: INSEE |